# Parcul Statal Sumidouro
Parcul Statal Sumidouro (în portugheză Parque Estadual do Sumidouro) este un parc statal din statul Minas Gerais, Brazilia. Rămășițele primilor locuitori umani din Brazilia au fost găsite în zona parcului la începutul secolului al XIX-lea, împreună cu oase de megafaună acum dispărută. Atracția principală este Gruta da Lapinha, o peșteră mare de calcar.

## Localizare
Parcul Statal Sumidouro se află în municipalitățile Lagoa Santa (56%) și Pedro Leopoldo (44%), la 50 km nord de zona metropolitană Belo Horizonte, Minas Gerais. Parcul se află în zona federală de protecție a mediului Carste de Lagoa Santa. Are o suprafață de 2.004 hectare și a fost numit după laguna sa, Sumidouro („scurgere”). Laguna este drenată de o rețea de galerii prin care apa pătrunde în subteran în bazinul calcaros.

## Istoric

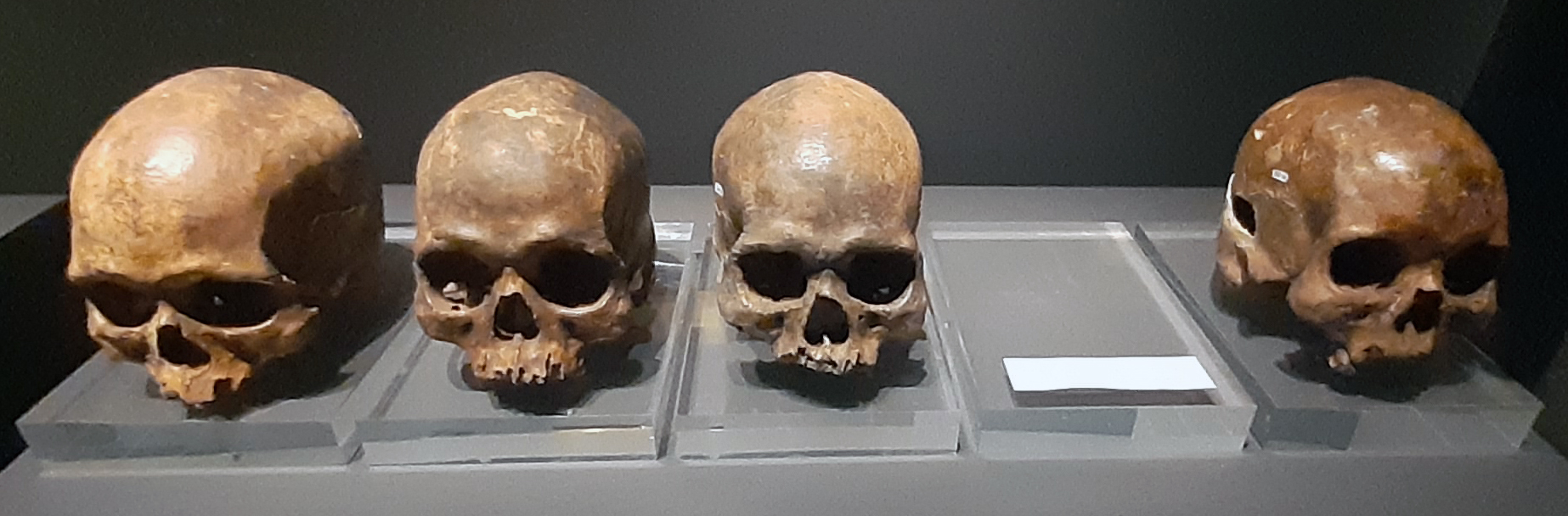
Cranii colectate de în Lagoa Santa

Naturalistul danez Peter Wilhelm Lund⁠(d) a efectuat cercetări în zona ocupată acum de parc în prima jumătate a secolului al XIX-lea. El a găsit rămășițe ale Omului Lagoa Santa, primii locuitori ai Braziliei, împreună cu megafaună dispărută. Această coexistență a omului cu specii dispărute a fost citată de Charles Darwin în Originea speciilor. Scheletul „Luziei”, găsit în Lagoa Santa în anii 1970, a fost datat ca fiind de acum 11.500 de ani, schimbând astfel punctele de vedere asupra momentului în care continentul fusese ocupat. Există urme ale oamenilor din epoca de piatră care au trăit în afara peșterilor în ceea ce poate fi cel mai vechi sit în aer liber al paleoindienilor.
Parcul Statal Sumidouro a fost creat de guvernatorul statal Francelino Pereira⁠(d) prin decretul 20.375 din 3 ianuarie 1980. Acesta a fost numit inițial Parcul Ecologic al Văii Sumidouro (în portugheză Parque Ecológico do Vale do Sumidouro). Puține eforturi au fost depuse pentru punerea în aplicare a parcului până în 2006, când fondurile de compensare a mediului au devenit disponibile de pe linia verde dintre Belo Horizonte și Aeroportul Internațional Tancredo Neves din Confins.
În octombrie 2007, s-a raportat că Parcul Statal Sumidouro se afla în etapele finale de implementare și, din august 2007, avea un sediu temporar la Casa Fernão Dias. Institutul Forestier de Stat (IEF) urma să achiziționeze 350 de hectare până la sfârșitul anului și să înceapă construcția unui centru de vizitatori, casă pentru manager și structură administrativă, iar obiectivul era finalizarea implementării până la sfârșitul anului 2008 . IEF înregistra, de asemenea, proprietarii care locuiau în parc și le verifica documentația, astfel încât să poată fi calculată compensația pentru expropriere. Consiliul consultativ a ținut prima sa ședință în octombrie 2007, după o ceremonie de inaugurare în Gruta da Lapinha, la care au participat consilieri și reprezentanți ai comunității locale.
Decretul 44.935 din 3 noiembrie 2008 a extins suprafața parcului. Legea 19.998 din 29 decembrie 2011 a definit limitele. Parcul este o unitate de conservare pe deplin protejată, cu obiective de promovare a conservării mediului și a patrimoniului cultural, sprijinind în același timp cercetarea, conservarea, educația pentru mediu și turismul. Un studiu publicat în 2013 a indicat faptul că localnicii erau nemulțumiți de modul în care parcul era gestionat. Locuitorii au spus că nu au fost consultați în procesul de creare a parcului, nu au văzut necesitatea atâtor reguli și, dacă ar avea mai multe informații, ar putea ajuta la menținerea patrimoniului natural în timp ce se bucură de el ca în trecut.

## Mediu

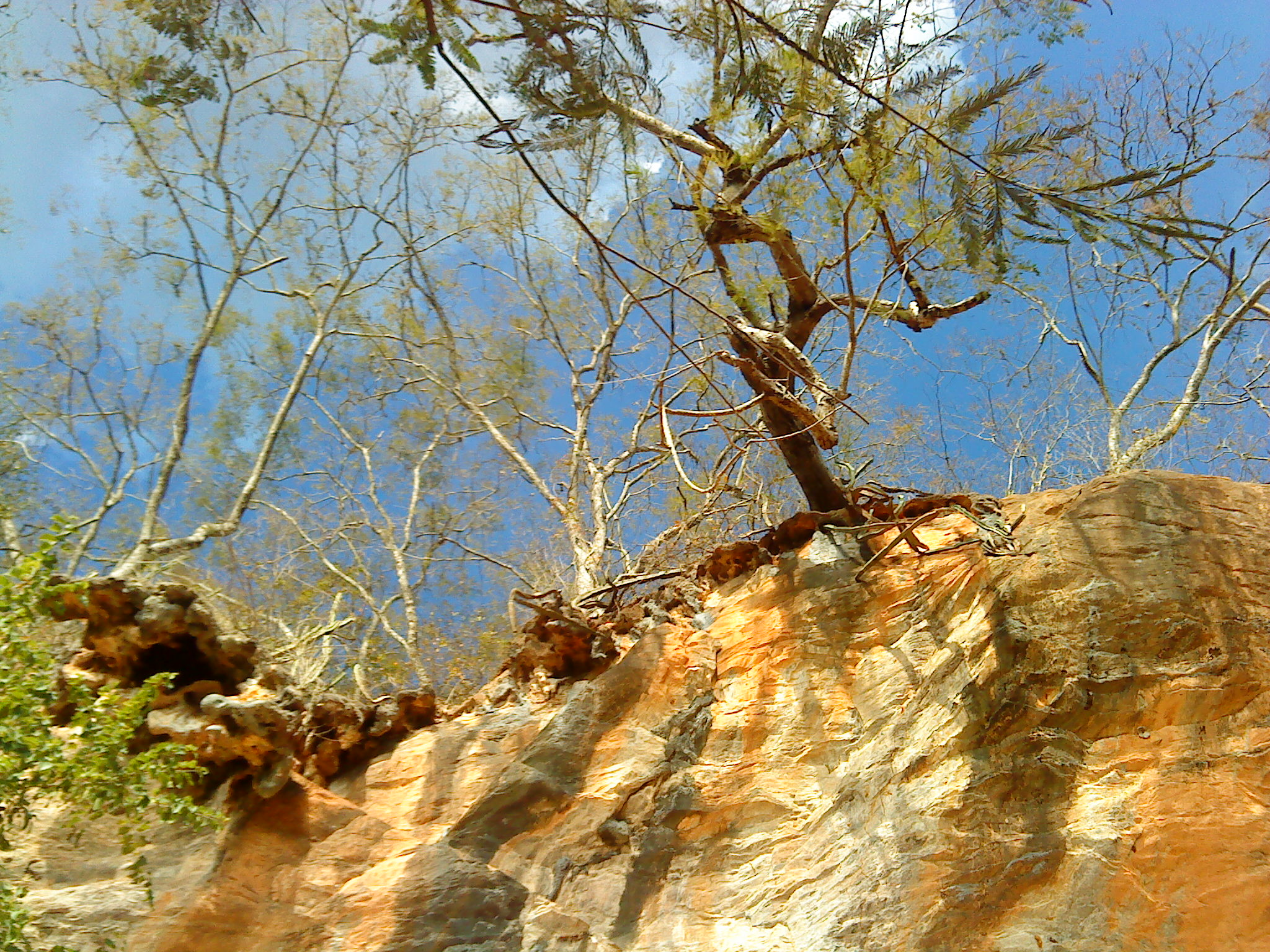
Copac care crește pe o stâncă din parc

Parcul se află într-o zonă formată din roci carbonatate, cu izvoare, doline și peșteri bogate în speleoteme. Clima este tropicală umedă, cu veri ploioase și perioade de inundații și ierni uscate. Flora include specii din biomurile cerrado și pădurii atlantice.
Vegetația include păduri de galerie, cerrado și pajiști stâncoase. Parcul se află în zona de tranziție de la cerrado la pădurea atlantică și conține, de asemenea, pădure sclerofile. În cerrado predomină copaci cu înălțimi de 5 până la 8 metri înălțime, mai ales în regiunile de nord-est și est ale lagunei Sumidouro.
Arborii de foioase predomină în zonele calcaroase, cu înălțimi de până la 20 de metri. De asemenea, există specii tipice Caatinga⁠(d), precum cactuși și arbuști. În jurul Gruta da Lapinha, copacii predominanți sunt semi-foioși, care pierd aproximativ jumătate din frunze în sezonul uscat și cresc până la 15-20 de metri. Pădurea inițială a fost deteriorată de activitatea umană, care a dus la sărăcirea solului și invazia speciilor din cerrado. Planul de administrare a parcului include refacerea unor zone.
Există 13 specii de mamifere precum marsupiale și rozătoare și 13 specii de lilieci. Populația mare de lilieci este datorată numeroaselor peșteri din zona parcului. Fauna include jaguarul (Panthera onca), puma (Puma concolor), Mazama gouazoubira⁠(d), Eira barbara⁠(d), coati, Cerdocyon mii, Callithrix penicillata⁠(d), Flirta opossum, oposum, Sciurus aestuans⁠(d), Nectomys squamipes⁠(d), capibara (Hydrochoerus hydrochaeris), Cavia aperea⁠(d), Sylvilagus brasiliensis⁠(d) și specii ale genurilor Cuniculus⁠(d) și Dasyprocta⁠(d).
Au fost înregistrate 132 de specii de păsări. Acestea includ Podilymbus podiceps⁠(d), Phalacrocorax brasilianus⁠(d), Egretta thula, Dendrocygna autumnalis, Vanellus chilensis⁠(d), Syrigma sibilatrix, Himantopus mexicanus⁠(d) și uliganul pescar (Pandion haliaetus).

## Facilități

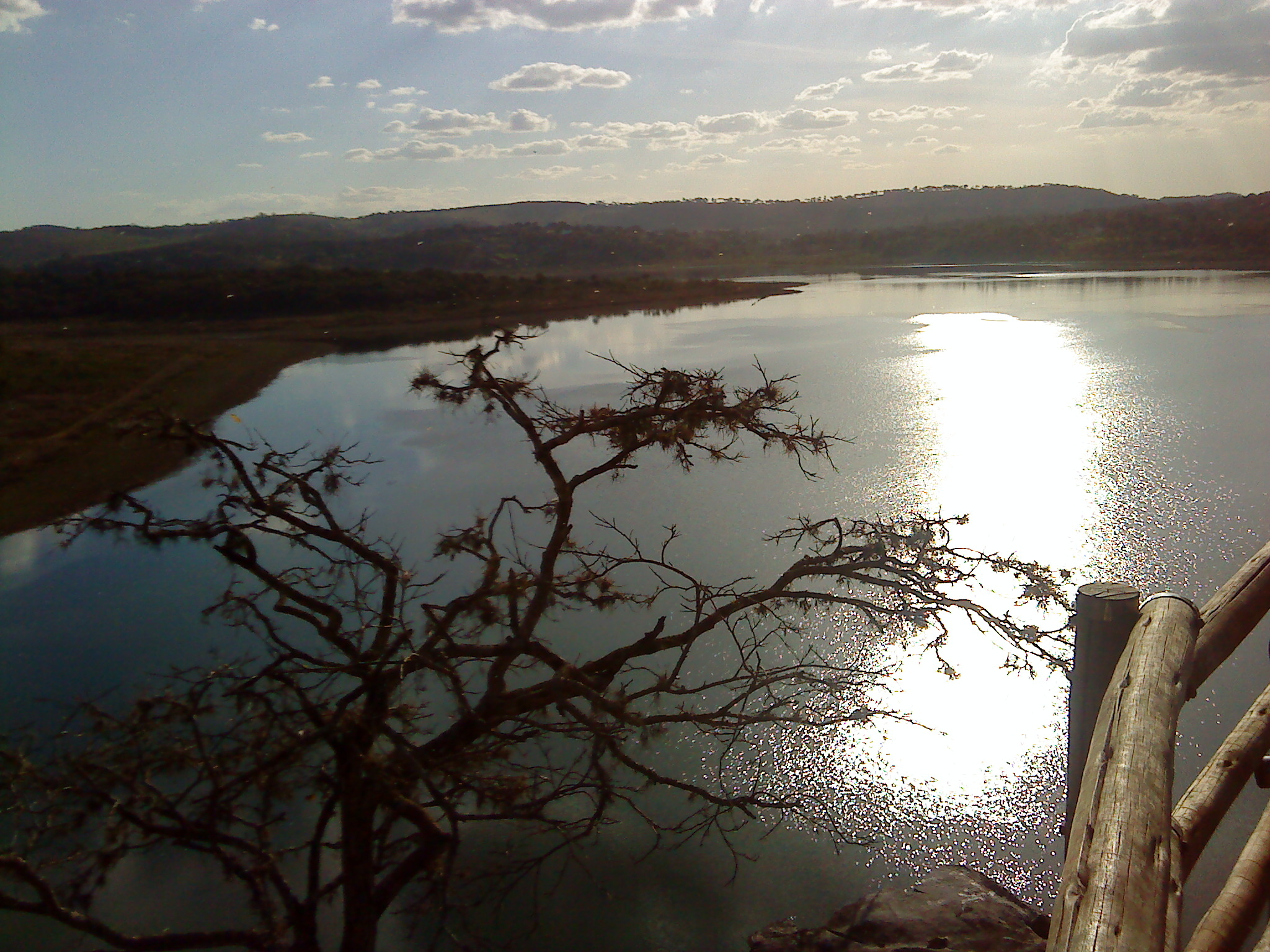
Lacul Sumidouro

Parcul are două baze pentru vizitatori, una cu Muzeul Peter Lund și Gruta de Lapinha, iar cealaltă cu Casa Fernão Dias. Există cazare pentru cercetători și un centru de cercetare. Muzeul, traseele și peștera sunt accesibile după plata unei taxe și pot fi vizitate doar alături de un ghid înregistrat. Lunile cele mai aglomerate sunt iulie și august.

### Gruta da Lapinha
Gruta da Lapinha este o peșteră într-un masiv de calcar format în urmă cu aproximativ 600 de milioane de ani pe fundul mării care a acoperit cândva întreaga regiune. Marea sală creată prin dizolvarea calcarului este de 511 metri lungime și 40 de metri adâncime. Conține speleoteme frumoase, care sunt iluminate de diode emițătoare de lumină (LED-uri) pentru a evita generarea de căldură excesivă.

### Trasee

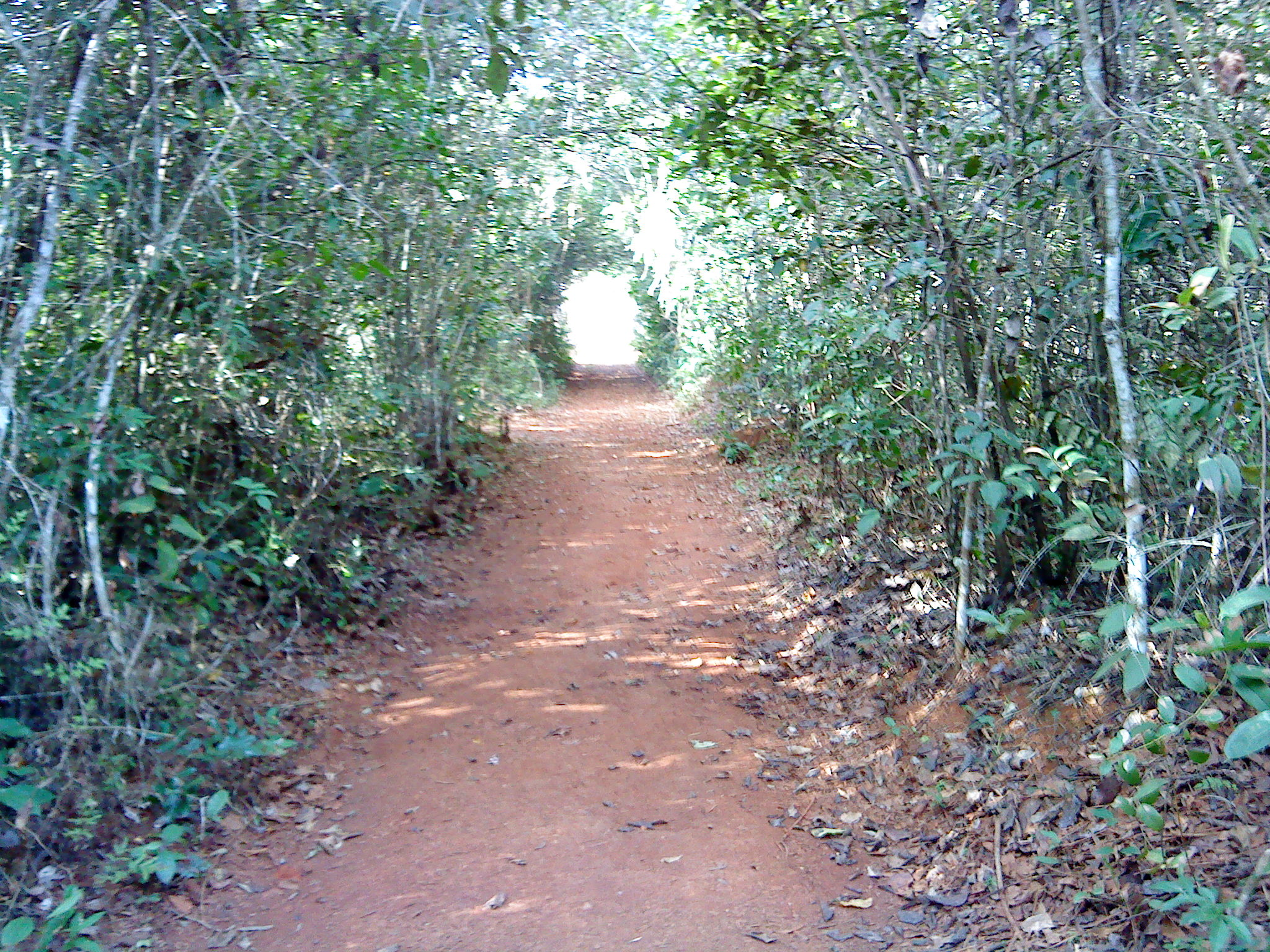
Traseu prin vegetația tipică parcului

Traseele pot fi vizitate doar în weekend. În timpul sezonului ploios din noiembrie și decembrie, traseele pot fi închise în funcție de condițiile meteorologice.